# Tovil
Tovil est une paroisse civile du Kent, en Angleterre.